# Emmanuel Poulle
Pour les articles homonymes, voir Poulle.
Emmanuel Poulle, né le 8 juin 1928 à Paris et mort le 1er août 2011 à Avranches, est un archiviste et historien français, gendre d'Henri Drieux.
Spécialiste d'histoire des sciences de la période médiévale, il est membre de l'Institut.

## Biographie
À sa sortie de l'École des chartes en 1954, où il a obtenu le diplôme d'archiviste paléographe grâce à une thèse intitulée Recherches sur les traités médiévaux d'instruments astronomiques d'observation, pour laquelle il a obtenu le prix Molinier récompensant la meilleure thèse, Emmanuel Poulle devient directeur des archives départementales de l'Aube, puis conservateur à la direction des archives de France de 1956 à 1958. Il est diplômé de l'École pratique des hautes études (IVe section) en 1961.
Il devient secrétaire général de l'École des chartes en 1959 puis, après un passage au CNRS (1968-1970), professeur de paléographie, jusqu'à sa retraite en 1997. En 1979, il est docteur d'État ès Lettres après avoir soutenu sa seconde thèse, sur l'astronomie planétaire médiévale.
Il a été directeur de l'École des Chartes de 1988 à 1993 et est élu membre de l'Académie des inscriptions et belles-lettres en 1996, au fauteuil de l'helléniste Raymond Weil, académie dont il a assuré la vice-présidence en 2004, et la présidence en 2005.
Il est plus particulièrement spécialisé dans l'histoire des sciences (astronomie médiévale), la paléographie latine et française (notamment l'écriture cursive) et l'archivistique. Il a été notamment amené à étudier le Suaire de Turin. Il a été également secrétaire perpétuel de l'Académie internationale d'histoire des sciences (1993-2009) et président de la Société d’archéologie d'Avranches, Mortain et Granville, ainsi que membre de nombreuses commissions scientifiques telles que la Commission du Vieux Paris, la Commission des Travaux historiques de la Ville de Paris, le Comité des travaux historiques et scientifiques, le Comité international de paléographie latine et le Comité international de paléographie hébraïque.

## Publications
- Un constructeur d'instruments astronomiques au XVe siècle, Jean Fusoris, 1963.
- La Bibliothèque scientifique d'un imprimeur humaniste au XVe siècle, 1963.
- La Paléographie des écritures cursives en France du XVe au XVIIe siècle, 1966.
- Les Instruments astronomiques du Moyen Âge, 1967 ré-édité en 1983.
- Les Instruments de la théorie des planètes selon Ptolémée : équatoires et horlogerie planétaire du XIIIe au XVIe siècle, 1980, 2 tomes.
- Les tables alphonsines, avec les canons de Jean de Saxe, 1984.
- Johannis de Dondis, Paduani civis, Astrarium. I, Fac-simile del manoscritto di Padova e traduzione francese, II, édition critique de la version A, 1987-1988.
- Tractatus Astrarii de Giovanni Dondi dall'Orologio, introduction et traduction, 2003.

## Distinctions
- Officier de la Légion d'honneur
- Commandeur de l'ordre des Palmes académiques
- Officier de l'ordre des Arts et des Lettres